# Håskö
Håskö är en ö i Gryts socken i Valdemarsviks kommun. Ön har en yta av 1,93 kvadratkilometer.
Håskö var under 1500-talet lotshemman och skrivs 1535 Hasskogh och 1543 Håska. Den södra delen av ön, Lisselö, var tidigare en egen ö men har genom landhöjningen vuxit ihop med Håskö. 1830 slogs lotsplatsen samman med den Kättilö och lotshemmanet försvann, men lotsar fanns kvar på ön till 1895 då lotsplatsen helt drogs in. Vid den tiden fanns gårdar tillhöriga fiskarbönder på ön samt ytterligare några hushåll. Kort därefter började de första sommargästerna att uppföra hus på ön. 1920 köptes Håskö av Oskar Andersson på Ämtö som lät uppföra ett sågverk på ön. 2012 fanns sju fastboende på ön. Turismen är idag en viktig inkomstkälla, under sommartid finns en gästbrygga, kiosk, stuguthyrning, badtunnor och ett bibliotek på ön.